# Andy Firth
Andrew „Andy“ Firth (* 26. September 1996 in Ripon) ist ein englischer Fußballtorhüter, der zuletzt bei den Glasgow Rangers unter Vertrag stand.

## Karriere
Andy Firth kam im Jahr 2007 in die U-11-Juniorenmannschaft des FC Liverpool. Für den Verein spielte er in den folgenden Jahren in der Jugend des Vereins, zuletzt in der U-23. Im Januar 2018 wurde Firth an den Fünftligisten FC Chester aus der National League verliehen. In der Rückserie der Saison 2017/18 absolvierte er für den späteren Absteiger elf Ligaspiele. Im Spiel gegen Aldershot Town am 17. März 2018 blieb er ohne Gegentor. Nach seiner Leihe kehrte er kurzzeitig zurück nach Liverpool, bevor er im Juli 2018 zum AFC Barrow in die fünfte Liga wechselte. Für den Verein aus Barrow-in-Furness war Firth in den ersten drei Monaten der Saison 2018/19 Stammtorhüter zwischen den Pfosten. Später verlor er diesen Platz. Im Januar 2019 wechselte er zu den Glasgow Rangers nach Schottland. Sein Trainer bei den Rangers war Steven Gerrard sein ehemaliger U-18-Trainer in Liverpool und zugleich Vereinsikone der Reds. Hinter Allan McGregor und Wes Foderingham war er dritter Torhüter im Kader der Rangers. Für die Rangers absolvierte er nur ein Ligaspiel.